# Manuel Segundo Ordóñez (hijo)
Manuel Segundo Ordóñez fue un abogado y político argentino, intendente municipal de la ciudad de Córdoba entre 1923 y 1925.

## Datos biográficos
Nació en Córdoba el 6 de noviembre de 1891 y fue hijo de Manuel Segundo Ordóñez y Robertina Moyano.
Cursó sus estudios de abogacía en la Universidad Nacional de Córdoba. Se desempeñó luego como vocal de la cámara de trabajo de la provincia.
Fue concejal de la ciudad de Córdoba y presidente del Concejo Deliberante a partir de 1921. Desde ese puesto se alzó como opositor al entonces intendente José Agustín Ferreyra. Con miras a las elecciones de renovación parcial del concejo en julio de 1923, Ordóñez formó una agrupación llamada Centro de Contribuyentes. En los comicios se impuso otra lista opositora (la del Comité del Comercio, Industria, Producción y Trabajo), e impulsado por los acontecimientos desde la presidencia del concejo Ordóñez propició la destitución del intendente Ferreyra, la cual se concretó el 31 de julio de 1923.
De acuerdo con la Ley Orgánica Municipal vigente en la provincia, el presidente del Concejo Deliberante sólo se haría cargo del departamento ejecutivo de manera interina por un breve período, hasta la designación de un concejal que habría de completar el mandato pendiente. Ordóñez bloqueó ese procedimiento y retuvo el cargo de intendente, lo cual condujo a un fuerte conflicto político con el Concejo Deliberante. 
En el mismo año 1923 se había reformado la constitución provincial y se debatía una nueva Ley Orgánica Municipal. Desde el gobierno de la provincia se prorrogaron los mandatos de las autoridades vigentes hasta tanto se sancionase la nueva ley. Los concejales de Córdoba manifestaron que ello se trataba de una maniobra para sostener a Ordóñez de manera irregular en la intendencia. Por entonces, Manuel S. Ordóñez padre era senador provincial por el departamento Capital, y la sanción de la nueva ley se dilató hasta mediados de 1925.
Ordóñez hijo se mantuvo en el cargo hasta la realización de comicios en diciembre de 1925, cuando asumió un nuevo intendente y se reconstituyó el cuerpo deliberativo municipal. En los años siguientes, fue dirigente del conservadurismo provincial en el Partido Demócrata.